# エネルゲン (シリアルドリンク)
エネルゲン（ENERGEN）は、マヨラ・インダが発売しているインドネシアのモルテッドシリアルドリンク

## 原材料名
サシェの34gあたり
1. シュガー
2. クリーマー
3. 小麦粉
4. ミルク パウダー
5. コーン
6. オートムギ
7. 炭酸カルシウム
8. 塩
9. プレミックスビタミン
10. 卵
11. 麦芽エキス

## 栄養事実
サシェの34gあたり
1. 総エネルギー: 130kcal
2. 脂肪からのエネルギー: 30kcal
3. 総脂肪: 3.5g (5%)
4. 飽和脂肪: 1.5g (8%)
5. コレステロール: 0g(0%)
6. タンパク質: 1g (2%)
7. 総炭水化物: 24g (8%)
8. 食物繊維: 1g(4%)
9. 砂糖: 18g
10. ナトリウム: 140mg (6%)
11. ビタミンA: 30%
12. ビタミンB1: 15%
13. ビタミンB2: 10%
14. ビタミンB6: 20%
15. 葉酸: 15%
16. ビタミンB12: 25%
17. ビタミンD: 15%
18. ビタミンE: 15%
19. カルシウム: 20%